# Shadyside, Ohio
Shadyside là một làng thuộc quận Belmont, tiểu bang Ohio, Hoa Kỳ. Năm 2010, dân số của làng này là 3785 người.

## Dân số
- Dân số năm 2000: 3675 người.
- Dân số năm 2010: 3785 người.